# Асоціація європейських прикордонних регіонів
Асоціáція європéйських прикордóнних регіóнів (англ. Association of European Border Regions) — об'єднання, до якого входять як прикордонні, так і транскордонні регіони (близько 40 членів). Створена у 1971 році Асоціація відстоює інтереси своїх членів перед державними структурами, організовує конференції та форуми. У 1981 році підготувала Хартію прикордонних та транскордонних регіонів (змінена і доповнена у 1987 році), у якій, зокрема, підкреслювалося, що прикордонні і транскордонні регіони є рушійними силами регіонального розвитку. Асоціація є дорадчим органом Ради Європи та ЄС.
Головний офіс Асоціації базується у Гронау (Німеччина). Проектий офіс працює у Берліні, Antenna у Брюсселі (в бюро Екстремадури) та інформаційні центри для України у Харкові (у співпраці із Харківським національним економічним університетом ім. Семена Кузнеця) та для Балкан у Новому Саді (у співпраці із Балканською службою сприяння транскордонним ініціативам). Асоціація представляє інтереси прикордонних та європейських регіонів на європейському, національному та регіональному рівнях.

## Історія
Перша ініціатива щодо створення «союзу прикордонних регіонів» обговорювалася у 1965 році на Міжнародній конференції регіонального планування у Базелі. Учасниками створення Постійної конференцію прикордонних регіонів Європи (17–18 червня 1971), яка пізніше отримала назву «Асоціація прикордонних регіонів Європи» стали представники десяти прикордонних регіонів Європи. Першим президентом АЕПР було обрано Альфреда Мозера.
| Президент                                                   | Початок | Завершення  |
| ----------------------------------------------------------- | ------- | ----------- |
| Альфред Мозер / Alfred Mozer (1905 — 1979)                  | 1971    | 1975        |
| Хорст Герлах / Horst Gerlach (1919 — 1990)                  | 1975    | 1979        |
| Вольфганг Шойбле / Wolfgang Schäuble (нар. 1942)            | 1979    | 1983        |
| Карл Аренс / Karl Ahrens (нар. 1924)                        | 1984    | 1996        |
| Джоан М. Валве / Joan M. Vallvé (нар. 1940)                 | 1996    | 2004        |
| Ламберт ван Ністелрой / Lambert van Nistelrooij (нар. 1953) | 2004    | 2009        |
| Карл-Хайнц Ламберц / Karl-Heinz Lambertz (нар. 1952)        | 2009    | 2017        |
| Олівер Пааш / Oliver Paasch                                 | 2017    | 2019        |
| Енн-Софі Бекгрен / Ann-Sofi Backgren                        | 2019    | 2020        |
| Карл-Хайнц Ламберц / Karl-Heinz Lambertz (нар. 1952)        | 2020    | по сьогодні |

## Цілі
Асоціація європейських прикордонних регіонів підтримує прикордонні та транскордонні європейські регіони з метою:
- чітке формулювання конкретних проблем, можливостей, завдань та проектів
- представлення загальних інтересів до національних та міжнародних парламентів, інших органів влади та установ
- ініціювання, підтримка та координування співпраці всією Європою
- обмін досвідом та інформацією, щоб сформулювати та узгодити спільні інтереси з різних проблем та можливостей прикордонних регіонів та запропонувати рішення
- сприяння структурам, проектам та програмам транскордонного співробітництва
- допомога в підготовці заходів, що стосуються транскордонного співробітництва та інших заходів.[3]

Для досягнення своїх цілей AEBR працює на європейському рівні з:
- Європейським Союзом
  - Європейський парламент
  - Європейська комісія
  - Комітет регіонів
  - Європейський соціально-економічний комітет
- Рада Європи
  - Парламентська асамблея
  - Конгрес Ради Європи
  - Комітет експертів з прикордонних питань

## Організація
Генеральна Асамблея
Генеральна Асамблея голосує за Президента та Виконавчий комітет, вирішує, яких заявників приймають до організації, а також визначає внески до зборів.
Виконавчий комітет
Виконавчий комітет складається з президента, казначея та щонайменше семи віце-президентів та двадцяти членів, що представляють прикордонні та транскордонні регіони, які отримують дворічний термін після голосування на посаді. Вони відповідають за позиції, прийняті АЄПР з життєво важливих питань, та співпрацюють з європейськими та національними установами, організаціями та асоціаціями. Також відповідають за призначення Генерального секретаря. Президент (найвищий представник АЄПР) представляє Асоціацію зовні й несе відповідальність за прийняття спільних рішень з Генеральним секретарем. Генеральний секретар має повноваження, а також повноваження представляти АЄПР.
Дочірні органи
Асоціація європейських прикордонних регіонів може відкривати форуми, утворювати комітети та приймати на роботу представників європейських та інших політичних органів, асоціацій та соціальних груп, які отримують консультативний потенціал. АЄПР також організовує робочі групи та робочі групи з різних питань, що представляють інтерес для прикордонних та трансприкордонних регіонів Європи, до яких належать представники європейських інституцій та політичних комітетів, асоціацій та громадських груп, які мають консультативну функцію. «Дорадчий комітет з питань транскордонного співробітництва» складається з вчених та зацікавлених сторін, які консультують АЄПР з усіх питань, що стосуються транскордонного співробітництва. Цей комітет також може вносити пропозиції щодо вирішення питань у сфері транскордонного співробітництва.

## Членство
АЄПР утворила близько 100 прикордонних та транскордонних регіонів, що представляють понад 200 прикордонних регіонів у межах та за межами ЄС. Прикордонні регіони (наприклад, «Гронау») та більші комбінації (наприклад, єврорегіон «Саар-Лор-Люкс-Пфальц») часто мають декілька регіонів як членів.
Повне членство
Транскордонний регіон, прикордонний зв'язок або асоціації прикордонних регіонів у межах Європейського Союзу можуть подати заяву як повноправного члена з повним правом голосу.
Членство без права голосу
Члени без виборчого права, які можуть подавати заявки як члени без права голосу, – прикордонні та транскордонні регіони. Стаючи членами без права голосу, вони отримують статус спостерігача протягом двох років, поки їх статус представника не буде остаточно підтверджений. Члени консультацій можуть також бути членами без права голосу, а також можуть бути особи, асоціації, установи та інститути, які працюють у сфері транскордонного співробітництва.
Мови
Основні робочі мови, які використовуються в АЄПР — німецька, англійська, французька, польська, іспанська, італійська, португальська, російська та, за потреби, інші мови регіонів-членів.

## АЄПР та Україна
З 13 по 17 січня 2020 року відбувся робочий візит до України генерального секретаря АЄПР Мартіна Гільєрмо Раміреса з метою обговорення питань щодо розвитку транскордонного співробітництва між Україною та ЄС; проведення Асамблеї українських прикордонних регіонів та єврорегіонів у 2020 році у м. Ізмаїл Одеської області, Єврорегіон «Нижній Дунай»; нового бюджетного періоду Європейського Союзу з 2021 по 2027 роки. Візит відбувся з ініціативи Інформаційного центру Асоціації європейських прикордонних регіонів при Харківському національному економічному університеті ім. Семена Кузнеця (ХНЕУ) та громадської організації «Центр розвитку Бессарабії». За підсумками візиту прийняті рішення щодо розробки Стратегії розвитку Бессарабії, планування дій щодо організації та проведення Асамблеї українських прикордонних регіонів та єврорегіонів у 2020 році в Ізмаїлі та участі у європейських грантових програмах нового бюджетного періоду Європейського Союзу з 2021 по 2027 роки.